# Polyzonus democraticus
Polyzonus democraticus là một loài bọ cánh cứng trong họ Cerambycidae.